# Evangelisch-lutherisches Pfarrhaus (Maßbach)

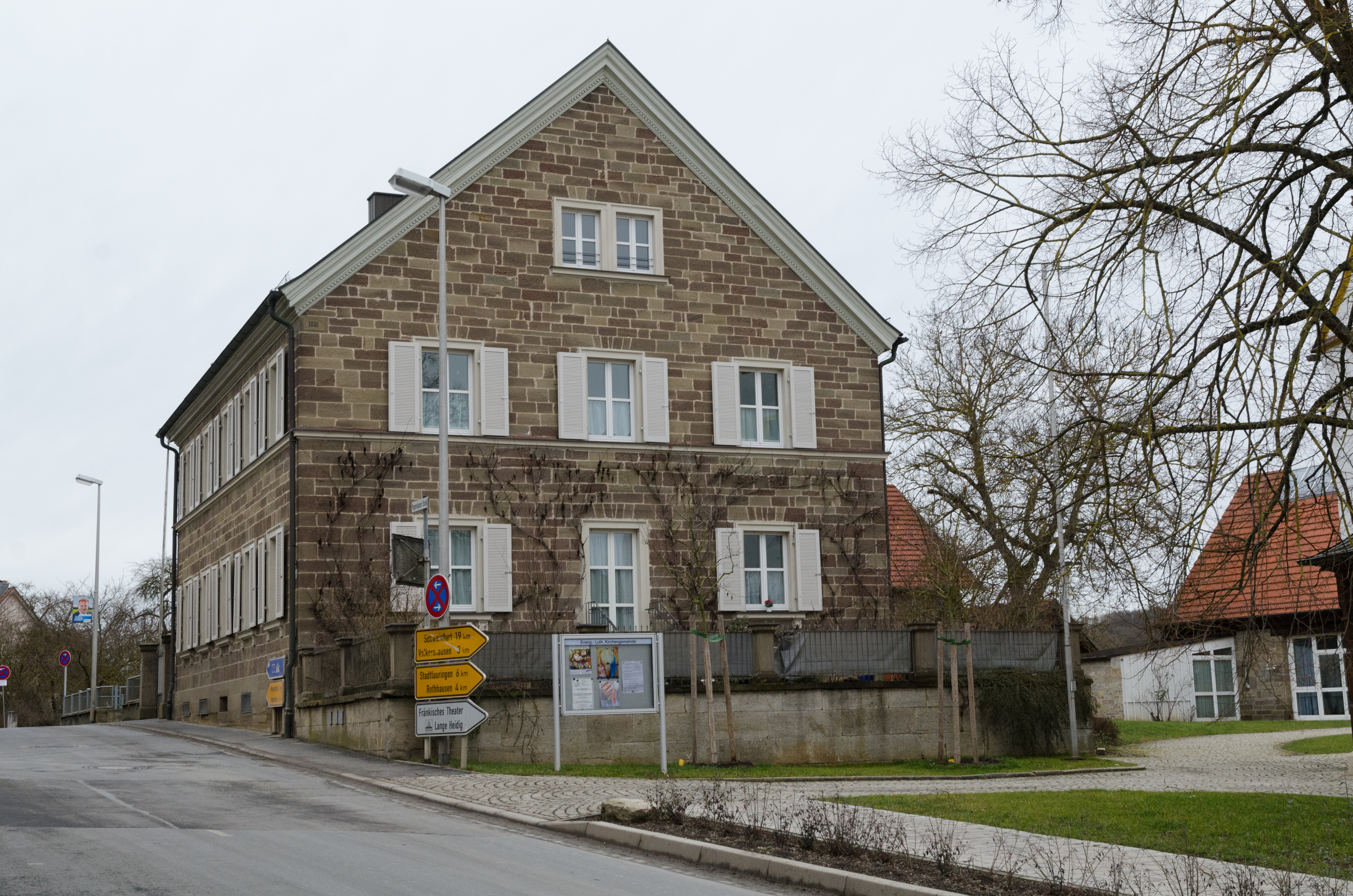
Pfarrhaus in Maßbach

Das evangelisch-lutherische Pfarrhaus in Maßbach, einer Marktgemeinde im unterfränkischen Landkreis Bad Kissingen in Bayern, wurde 1881 errichtet. Das Pfarrhaus an der Poppenlauerer Straße 14/16, neben der evangelisch-lutherischen Pfarrkirche St. Bartholomäus, ist ein geschütztes Baudenkmal.
Der zweigeschossige Sandsteinquaderbau mit Satteldach besitzt fünf zu drei Fensterachsen.